# إيفاريستو كارازو
إيفاريستو كارازو (بالإسبانية: Evaristo Carazo)‏ (و. 1821 – 1889 م) هو سياسي من نيكاراغوا .
وهو عضو في حزب محافظي نيكاراغوا .